# Filippa Hansson Neitorp
Filippa Hansson Neitorp, född 17 augusti 2006, är en svensk skådespelare.
Hansson Neitorp har medverkat i SVT-produktionen Strula där hon spelar Nadia en av huvudrollskaraktärerna.

## Filmografi (i urval)
- 2021–- – Strula (TV-serie)
- 2022 – Skyldig (TV-serie)